# 정읍 남복리 오층석탑
정읍 남복리 오층석탑(井邑 南福里 五層石塔)은 대한민국 전북특별자치도 정읍시에 있는 오층석탑이다. 1981년 4월 1일 전라북도의 유형문화재 제95호로 지정되었다.
이층 기단 위에 세운 이 오층석탑은 비교적 원형이 잘 보존된 고려시대의 석탑이다. 석탑의 높이는 5.4m이며, 각층의 몸체는 네모난 하나의 돌로 만들었는데, 이층부터는 높이가 갑자기 줄어들었다. 지붕돌(옥개석)에는 5단의 받침이 새겨졌고, 탑의 꼭대기 장식부분은 일부만 남아 있다. 이 석탑은 신라 탑 양식을 모방한 일층의 상단 괴임돌 각 면에 장식적 표현인 안상을 2구씩 조각한 것과 목조건축 양식을 일부 본뜬 점이 특징이다.

## 참고 자료
- 남복리오층석탑 - 국가유산청 국가유산포털